# NGC 6567
NGC 6567 في الفهرس العام الجديد، هي مجرة، تقع في كوكبة الرامي. اكتشفت في 18 أغسطس 1882 بواسطة إدوارد تشارلز بيكرنج.

## روابط خارجية
- NGC 6567 على موقع ويكي سكاي: DSS2, SDSS, GALEX, IRAS, Hydrogen α, X-Ray, Astrophoto, Sky Map, Articles and images